# Division I 1983-1984
La Division I 1983-1984 è stata la 81ª edizione della massima serie del campionato belga di calcio disputata tra il settembre 1983 e il maggio 1984 e conclusa con la vittoria del KSK Beveren, al suo secondo titolo.
Capocannoniere del torneo fu Nico Claesen (Sérésien), con 27 reti.

## Formula
Come nella stagione precedente le squadre partecipanti furono 18 e disputarono un turno di andata e ritorno per un totale di 34 partite.
Le ultime 2 classificate retrocedettero in Division 2.
Le società ammesse alle coppe europee furono cinque: la squadra campione si qualificò alla Coppa dei Campioni 1984-1985, altre tre alla Coppa UEFA 1984-1985 e la vincitrice della coppa nazionale alla Coppa delle Coppe 1984-1985.

## Classifica finale
|    | Classifica                 | G  | V  | N  | P  | GF | GS | Dif | Pt |
| -- | -------------------------- | -- | -- | -- | -- | -- | -- | --- | -- |
| 1  | KSK Beveren                | 34 | 22 | 7  | 5  | 59 | 33 | 26  | 51 |
| 2  | Anderlecht                 | 34 | 20 | 7  | 7  | 80 | 39 | 41  | 47 |
| 3  | Club Bruges                | 34 | 17 | 10 | 7  | 73 | 39 | 34  | 44 |
| 4  | Standard Liegi             | 34 | 17 | 6  | 11 | 55 | 44 | 11  | 40 |
| 5  | Sérésien                   | 34 | 15 | 8  | 11 | 62 | 51 | 11  | 38 |
| 6  | KV Mechelen                | 34 | 12 | 14 | 8  | 47 | 43 | 4   | 38 |
| 7  | KSV Waregem                | 34 | 13 | 9  | 12 | 50 | 44 | 6   | 35 |
| 8  | Anversa                    | 34 | 12 | 11 | 11 | 50 | 44 | 6   | 35 |
| 9  | K. Waterschei SV Thor Genk | 34 | 13 | 7  | 14 | 45 | 50 | -5  | 33 |
| 10 | KSC Lokeren                | 34 | 12 | 7  | 15 | 43 | 50 | -7  | 31 |
| 11 | KSV Cercle Brugge          | 34 | 12 | 7  | 15 | 36 | 46 | -10 | 31 |
| 12 | KV Kortrijk                | 34 | 10 | 9  | 15 | 34 | 45 | -11 | 29 |
| 13 | RFC Liégeois               | 34 | 10 | 9  | 15 | 40 | 51 | -11 | 29 |
| 14 | K. Lierse SK               | 34 | 10 | 9  | 15 | 41 | 58 | -17 | 29 |
| 15 | Gent                       | 34 | 10 | 8  | 16 | 37 | 43 | -6  | 28 |
| 16 | K. Beerschot VAV           | 34 | 7  | 12 | 15 | 43 | 69 | -26 | 26 |
| 17 | RWD Molenbeek              | 34 | 7  | 11 | 16 | 35 | 48 | -13 | 25 |
| 18 | Beringen                   | 34 | 8  | 7  | 19 | 32 | 65 | -33 | 23 |

### Verdetti
- KSK Beveren campione del Belgio 1983-84.
- RWD Molenbeek e K. Beringen FC retrocesse in Division II.